# 2006 Polonskaya
A 2006 Polonskaya (ideiglenes jelöléssel 1973 SB3) a Naprendszer kisbolygóövében található aszteroida. Nyikolaj Csernih fedezte fel 1973. szeptember 22-én.